# Mexcala
Mexcala là một chi nhện trong họ Salticidae.

## Các loài
Tính đến  tháng 6 năm 2019, chi này được ghi nhận 21 loài, chỉ tìm thấy được ở châu Phi, Yemen, và Iran:
- Mexcala agilis Lawrence, 1928 – Congo, Kenya, Malawi, Tanzania, Namibia
- Mexcala angolensis Wesolowska, 2009 – Angola
- Mexcala caerulea (Simon, 1901) – Tây Phi
- Mexcala elegans Peckham & Peckham, 1903 – Bờ Biển Ngà, Malawi, Namibia, Botswana, Zimbabwe, Nam Phi
- Mexcala farsensis Logunov, 2001 – Iran
- Mexcala fizi Wesolowska, 2009 – Congo, Tanzania
- Mexcala formosa Wesolowska & Tomasiewicz, 2008 – Ethiopia
- Mexcala kabondo Wesolowska, 2009 – Congo, Malawi, Tanzania
- Mexcala macilenta Wesolowska & Russell-Smith, 2000 – Ethiopia, Tanzania
- Mexcala meridiana Wesolowska, 2009 – Nam Phi
- Mexcala monstrata Wesolowska & van Harten, 1994 – Ai Cập, Yemen
- Mexcala namibica Wesolowska, 2009 – Namibia
- Mexcala nigrocyanea (Simon, 1886) – Libya, Ai Cập, Ethiopia
- Mexcala ovambo Wesolowska, 2009 – Namibia
- Mexcala quadrimaculata (Lawrence, 1942) – Zimbabwe, Nam Phi
- Mexcala rufa Peckham & Peckham, 1902 (type) – Namibia, Nam Phi
- Mexcala signata Wesolowska, 2009 – Kenya, Tanzania
- Mexcala smaragdina Wesolowska & Edwards, 2012 – Nigeria
- Mexcala synagelese Wesolowska, 2009 – Sudan, Bờ Biển Ngà, Nigeria, Congo, Angola
- Mexcala torquata Wesolowska, 2009 – Bờ Biển Ngà, Guinea
- Mexcala vicina Wesolowska, 2009 – Cameroon, Congo